# Посольское сельское поселение
Се́льское поселе́ние «Посольское» (бур. Посольскын hомон) — муниципальное образование в Кабанском районе Бурятии Российской Федерации.
Административный центр — село Посольское.

## История
Статус и границы сельского поселения установлены Законом Республики Бурятия от 31 декабря 2004 года № 985-III «Об установлении границ, образовании и наделении статусом муниципальных образований в Республике Бурятия»

## Население
| 2002 | 2011  | 2012  | 2013  | 2014  | 2015  | 2016  |
| ---- | ----- | ----- | ----- | ----- | ----- | ----- |
| 2676 | ↘1064 | ↗1071 | ↘1057 | ↘1048 | ↘1020 | ↘1002 |
| 2017 | 2018  | 2019  | 2020  | 2021  | 2023  | 2024  |
| ↘993 | ↘966  | ↘958  | ↘943  | ↘915  | ↘886  | ↘875  |

## Состав сельского поселения
| № | Населённый пункт | Тип населённого пункта       | Население |
| - | ---------------- | ---------------------------- | --------- |
| 1 | Исток            | село                         | ↘262      |
| 2 | Посольское       | село, административный центр | ↘782      |